# Mine de Bled El Hadba
La mine de Bled El Hadba est une mine de phosphate située dans la wilaya de Tébessa en Algérie. Elle est l'une des plus grandes réserves de phosphates en Algérie, avec des réserves estimées à 800 millions de tonnes de minerai titrant 15% de pentoxyde de phosphore .
La mine est exploitée par l'Algerian Chinese Fertilisers Company, une coentreprise détenue à 56 % par deux filiales du pétrogazier algérien Sonatrach (Manal et Asmidal) et à 44 % par les Chinois Wuhuan Engineering et Tian’An Chemical.